# 老观湖
老观湖是一个位于中国湖北省应城市的淡水湖，面积约为10.07平方千米，属于长江区。它的一级流域为长江流域，二级流域为长江干流水系。